# Antonio Rúbert de la Iglesia
Antonio Rúbert de la Iglesia va ser un militar espanyol que va lluitar en la guerra civil espanyola al servei de la República. Al llarg de la contesa va manar diverses unitats, com les divisions 9a i 29a o el VII Cos d'Exèrcit.

## Guerra Civil Espanyola
El juliol del 1936 ostentava el rang de capità i estava destinat en el regiment «Wad-Ras» núm. 1, de guarnició en Madrid.

### Front del Centre
El 2 d'agost de 1936 substitueix al comandant Luis Noé Rodríguez al capdavant de les tropes regulars (dues companyies d'infanteria dels regiments núm. 1 i 2) que participen en el setge a l'Alcàsser de Toledo. El 2 de setembre ocupa el lloc del coronel Álvarez-Coque com a comandant militar de Toledo, sent el màxim responsable militar del setge a l'Alcàsser. En aquest lloc dura pocs dies, ja que el 14 de setembre és substituït pel tinent coronel Barceló. Durant el mes de setembre segueix a Toledo preparant el seu defensa davant la proximitat de les tropes de l'Exèrcit d'Àfrica i després cobreix el sud del Tajo des de Toledo a Aranjuez. A la fi d'any, en ascendir Burillo, se li dona el comandament d'aquesta columna, ja com a comandant, la qual passarà a denominar-se 45a Brigada Mixta el 31 de desembre de 1936.
En els últims dies de l'any es trasllada amb part de la columna al front de Guadalajara, on pel que sembla participa en l'atac sobre Sigüenza.
En iniciar-se la batalla del Jarama aquesta Brigada es troba en el sector d'Aranjuez, per la qual cosa no participa en les operacions. El 16 de febrer de 1937 es forma la Divisió «D» (després denominada com 9a Divisió), al comandament del tinent coronel Arce, amb la 45a Brigada Mixta com a unitat principal, i va continuar en el seu sector sense participar en els combats del Jarama que encara tenen lloc en la segona quinzena de Febrer.

### Front d'Extremadura
L'abril del 1937 presa el comandament de la 9a Divisió, sent substituït en la 45a Brigada pel comandant Fernando Gallego Porro. En aquest càrrec romandrà fins a febrer de 1938, quan és reclamat per Burillo (cap de l'Exèrcit d'Extremadura) perquè mani l'acabada de crear 29a Divisió del VII Cos d'Exèrcit. En la 9a Divisió el va substituir Manuel Uribarri Barutell. El 30 de març de 1938 és nomenat cap del VII Cos d'Exèrcit, aconseguint el mes de maig el grau de tinent coronel. Al comandament d'aquesta unitat pren part en la batalla de la bossa de la Serena (ja el mes de juliol de 1938). A causa de la pobra actuació de la seva unitat en aquesta batalla, a la fi del mes de juliol és substituït per Manuel Márquez Sánchez de Movellán, dins de la política de canvi de comandaments conseqüència de la derrota republicana.
Al març de 1939, al final de la contesa, va intentar embarcar en un vaixell i abandonar Espanya.